# Igor Kurasov
Igor Kourachov (en russe : Игорь Валентинович Курашов), né le 2 avril 1972 à Briansk, dans la République socialiste fédérative soviétique de Russie, est un joueur russe de basket-ball. Il évolue au poste de pivot.

## Palmarès
- 3e du championnat d'Europe 1997
- Finaliste du championnat du monde 1998